# 構成要素障害影響分析
構成要素障害影響分析（こうせいようそしょうがいえいきょうぶんせき、英: Component Failure Impact Analysis、CFIA）は、IBMによって開発された、コンピュータシステムおよびITの障害を分析、議論し、対策を作成するためのプロジェクト手法。現在、ITIL、ISMSにおいて推奨されている、有効な手法である。
QC的手法を効果的に使用している。コンピュータシステムのハード、ソフト、各種設備をはじめとする広範な障害を対象に、現象の分析問題点の把握、原因の究明、解決策の作成、活動計画の作成などの手順を踏む。手法は、マトリクス手法、詳細シミューレーション、ブレインストーミングなどの手法を利用する。そして、コンピュータシステムの効果的なバックアップ、回復方法、運用手順、体制の確立、システム構成、ネットワーク構成、教育訓練など、広範な改善策を抽出し、改善する。
現在は、日本ＩＢＭ社、山田健一（元日本IBM、ISMS　ISO 27001審査員補、ITセキュリティコンサルタント）、佐藤士朗（元日本IBM）、大塚寛治（元日本IBM）その他によって、紹介、指導されている。

## 実施の狙い
1970年代IBMにより開発、CFIA実施の狙いが理念として明文化され、高可用性システム構築の基礎的なアプローチとして今日に至っている。
1. 「システム構成面」

機器が障害を起こしても（重要な）適用業務が停止しない構成になっているどうか、構成面でのウィークポイント（修理待ち、シングル・ポイント、SPOF）を見極める。⇒ 障害が起きても業務が（長時間）停止しない。回復目標時間、許容停止時間内に代替する。
1. 「回復管理面」

万が一機器障害で業務が停止しても早期発見・早期回復して円滑迅速に復旧のステップが実行されるよう、体制や役割、連絡や手順、基準や規則、教育・訓練、ツールやサービス、文書化など管理面が充足しているかを把握する。⇒ 早期発見し、早期回復する。回復目標時間、許容停止時間内に復旧する。
1. 「データ保全面」

もし磁気ディスク装置で障害があっても、合意された復元ポイントに最短の時間でデータがリカバリーできる保全策が整備されているかどうかを検証する。⇒ 短時間に合意されたポイントに、データの復元ができる。回復目標時間、許容停止時間内にリカバリーする。